# Joan Fageda Aubert
Joan Fageda Aubert (Olot, 20 de gener de 1937) és un polític mallorquí del Partit Popular de Balears, conegut per ser el batlle de Palma entre els anys 1991 i 2003, així com diputat al Parlament de les Illes Balears en la VI Legislatura i senador per Mallorca.

## Trajectòria
Militant d'Aliança Popular, a les eleccions municipals espanyoles de 1983 fou escollit regidor de l'ajuntament de Palma, i a les eleccions municipals de 1991 succeí com a batle a Ramon Aguiló (PSIB). Mantindria el càrrec fins a 2003, quan fou succeït per Catalina Cirer (PP).
Després fou elegit diputat a les eleccions al Parlament de les Illes Balears de 2003 En acabar la legislatura fou escollit senador per Mallorca a les eleccions generals espanyoles de 2004 i 2008, on fou vicepresident de la Comissió de Suplicatoris. En 2011 anuncià que no es presentava a la reelecció i es retirava de la política.